# 藤原麗子 (AV女優)
藤原 麗子（ふじわら れいこ、1975年7月7日- ）は、日本のAV女優。

## 略歴
- 2003年頃にAVデビュー。

熟女系AV女優。細身で清楚なイメージであるが、へその下にバラのタトゥーが彫ってある。
趣味は料理、英会話。またジャズダンスも学んでおり、作品の中で披露もしている。歌手の山本潤子に顔が似ている。

## 出演作品

### アダルトビデオ
- 若妻の旅3（光夜蝶）
- 自画撮りデート すじなし1 藤原麗子（DUGA）
- すけべぇ義父の嫁いぢり 2（2003年、東京音光）共演:沙里奈ユイ
- 地獄だよお義母さん DX7（東京音光）共演:沙里奈ユイ
- 未亡人柔肌の悶え2 （2003年10月21日、クリスタル映像）共演：牧瀬綾子 大西ゆかり 大沢萌
- 昼下がりの淫ら妻 11 （2003年11月2日、クリスタル映像）他出演:朝河蘭（清水優香）、木村沙恵、麗香、小沢あゆみ、桜井真琴
- 潮吹き・絶叫・痙攣 大昇天 3時間DX （2004年4月16日、クリスタル映像）
  - （出演者）： 青野春奈 星沢レナ 渚友紀 森口玲 青木ゆめ 森下しずく 吉川雪奈 田代恵 黒澤レイナ 西川容子 井川桃
- 好色茶道 艶狂い （2004年5月14日、桃太郎映像）他出演:観月ひなの
- 着エロ「Leotard」 （2004年7月23日、ロイヤル・アート）他出演:松下純香、高島瞳
- ドリームクリニック VOL.6 （2004/10/01）
  - （出演者）： 明乃夕奈 稲葉りお 一条なつみ 杏ちはや 藤咲ゆか さくら葵（エッジ）
- 渋谷系D．Cシブヤケイデートクラブ （2004年10月、ロイヤル・アート）他出演：松下純香
- 完熟マダムスペシャル 6 三十路女のよがり汁 （2005年1月10日、クリスタル映像）
  - （出演者）：宮下真紀 下平あや 沢田京子 杉見まなえ 望月加奈（松沢真理） 市川晴美 河原留美 吉永彩 羽田琴美 唐沢真理 平田洋子 花井ももか 和田さやか 観月ゆり 秋永好美 美月静香 麗香 矢田瞳 大和るか 上松ゆり 小沢あゆみ 牧瀬綾子 秋本絵梨 麻実ゆうか 倉田聡子 川島今日子 赤坂ルナ 大沢萌 桜井舞
- ミセスカルチャースクール 2 （2005年01月25日、ネクストイレブン）他出演:村上涼子 瀧島りえ
- ドーベルマンゲーム SOFT ON DEMAND ちょっとHなワンワンGAME （2005/3/17）
  - （出演者）：岩下美季 矢崎茜 ミュウ
  - （メーカー）：SODクリエイト
- 萌えあがる募集若妻 24 れいこさん （2005年5月18日、プレステージ）
- THE 官能実話 （2005年、イマージュ）他出演:杉山圭、春うらら、安佐神しおり、酒井楓、岬七瀬
- Erotic Short Movie 2 快感を企 ― むオンナたち (2005年12月、イマージュ）他出演:酒井楓（美咲静） 岬七瀬
- 淫乱マダムカルチャークラブ （2005年12月20日、ネクスト）
- 美熟女…H 17 （2005年11月5日、クリスタル映像） 他出演:須藤あゆみ高嶋ゆうこ 平山亜矢子 あずま樹
- 未亡人3 隠しても淫臭が溢れちゃう （2006/06/13、ルミナス企画）他出演：伊沢涼子 (吉井美希) 伊藤まり 高倉梨奈 牧瀬綾子 木島優子 大沢萌 真山あんり 瀬乃奈美
- ナイスボディ美熟女15連発!! 4時間SPECIAL （2006年9月22日、クリスタル映像）他出演:酒井有、伊沢夕、つかもと友希、あずま樹
- 熟女狩り 2 （2006年12月25日、クリスタル映像）他出演:牧本千幸（つかもと友希）、星優奈、杉田静江、神名ひとみ
- 全身リップス （2005年1月25日、ネクストイレブン）他出演:色波まりん 高岡さやか 園崎まりな 藤咲まりん 椎名泉 岩下あき 和泉真帆 吉澤春菜 ミニうさ 広瀬梨奈 水城ゆい
- 4人の女がカメラ片手にプライベート自画撮りデート SEXと旅（2006年12月25日、エイチエス映像） 他出演:松乃桃花 観月ひなの 月丘るな
- 月刊人妻桃源郷 奥様が濡れて我慢できない昼下がり （2007年6月20日、ネクストイレブン）他出演:片桐あおい MAYUKA 山咲さくら 佐々木ゆうこ
- 極選4時間 熟女狩り （2008/07/25、クリスタル映像）他出演:真田ゆかり（葵のぞみ）、水沢久美、牧本千幸（つかもと友希）、大友園子、鏡まどか、矢吹純、阿部さくら、上原裕美、神名ひとみ
- 旦那が仕事中に肉棒にヨガる教室通いの熟妻達（2010年1月20日、ネクストイレブン）共演：宮下いずみ 篠原奈緒子、瀧島りえ、志村朝子
- 月刊近親相姦大全集 第二十三巻 （2010年1月25日、ネクストイレブン）他出演:桜井あずさ、青木りかこ（明石翼）、三田静香 藤堂明美、松嶋杏、
  - （レーベル）：ネクストイレブン

### 成人映画
- 恋愛家族 義母と義姉の秘密（2005年）共演:若瀬千夏、南ケイ子、監督：国沢☆実（国沢星実）

### 海外発信作品
- 奥様の裏と表 （東京ナイト）
- 奥さ〜ん、バイブはいかがですか？ （天然娘）
- 徹底陵辱 Vol.02 藤原麗子 （エッチな0930）
- 乱れる美人妻 （007ch.com）
- Stealth Series Vol. 20 凌辱2 （avhot.net）
- 陵辱レイプ （極楽天）
- 蹂躙された日 藤原麗子 （極楽天）
- かわいひかる 藤原麗子 / 陵辱 （x-gallery・STEALTH）
- 人妻壮絶レイプ （ポルノ映画館動画）
- 藤原麗子 （エロエロ動画劇場）
- 突かれて、突かれて、疲れて （天然娘）
- 終わりなき陵辱 （007ch.com）
- 藤原麗子 人妻・終りなき陵辱 （エロックスジャパン）
- 雪辱羞恥 藤原麗子 （ONACLE）